# エチルメチルエーテル
エチルメチルエーテル (英語: ethyl methyl ether) または、メトキシエタン（英語: methoxyethane）は、ジメチルエーテルの次に単純な構造をしたエーテルである。プロパノールの構造異性体にあたる。沸点が 10.8 ℃ と低く、常温では容易に気化する。

## 生成法
ウィリアムソン合成によって、エトキシドアニオンと臭化メチルから合成することができる。
CH
3CH
2O−
 + CH
3Br  →  CH
3CH
2OCH
3 + Br−

このウィリアムソン合成は機構的にはSN2反応で進行する。